# Guipos
Guipos ist eine philippinische Stadtgemeinde in der Provinz Zamboanga del Sur. Sie hat 20.729 Einwohner (Zensus 1. August 2015). In der Gemeinde liegen Teile des Naturschutzgebietes Mount Timolan Protected Landscape.

## Baranggays
Guipos ist politisch in 17 Baranggays unterteilt.
| - Bagong Oroquieta - Baguitan - Balongating - Canunan - Dacsol - Dagohoy - Dalapang - Datagan - Guling | - Katipunan - Lintum - Litan - Magting - Poblacion (Guipos) - Regla - Sikatuna - Singclot |